# Gagnimé
Gagnimé est un village du département et la commune rurale d’Oronkua, situé dans la province de l’Ioba et la région du Sud-Ouest au Burkina Faso.

## Géographie

### Démographie
- En 2006, le village comptait 686 habitants recensés[1].

## Santé et éducation
Le centre de soins le plus proche de Gagnimé est le centre de santé et de promotion sociale (CSPS) d'Oronkua tandis que le centre médical avec antenne chirurgicale (CMA) de la province se trouve à Dano.